# American Ace
American Ace, il cui vero nome è Perry Webb, è un personaggio dei fumetti creato da Paul Lauretta (testi e disegni) nel 1939, pubblicato dalla Timely Comics (Marvel Comics), all'epoca Funnies Incorporated.

## Biografia del personaggio
Perry Webb, un pilota statunitense e ingegnere minerario, si reca nel piccolo paese europeo di Attania proprio nel momento in cui viene bombardato dal paese vicino di Castile d'Or (probabilmente si trattava un paesino della Germania). Egli decide di schierarsi con gli Attaniani, ma la vicenda finisce così, lasciando alcuni punti della trama in sospeso.
La saga di Ace Americano continua comunque altrove. In The Arrow n. 2 della Centaur Publications (novembre 1940), un certo "Tenente Lank" continua la battaglia contro gli agenti di Castile d'Or in favore degli Attaniani. Lank assomiglia a Perry Webb, si veste anche come lui, solo invertendone i colori, e possiede anche un aereo che è molto simile a quello di Webb. La trama di The Arrow n. 2 incomincia a metà vicenda, e non si capisce che si tratta del proseguimento di un'altra storia. Alla fine il Tenente Lank bombarda i soldati di Castile d'Or costringendoli alla ritirata. Il narratore conclude semplicemente dicendo che il popolo di Attania avrà l'occasione di vincere la guerra.

## Pubblicazioni statunitensi
- Motion Picture Funnies Weekly n. 1 (aprile 1939)
- Marvel Mystery Comics n. 2 (dicembre 1939) e n. 3 gennaio 1940)
- The Arrow n. 2 (Centaur Publications)